# Вишнівці (Надвірнянський район)
Вишні́вці (до 1930-их — Ломаджин) — село Надвірнянського району Івано-Франківської області. Входить до складу Ланчинської селищної громади.
В селі діє сільський клуб. На території села зареєстрована греко-католицька церква «Пресвятої Богородиці».
На території цього села знаходиться відпочинковий комплекс "Явір-Агро".

## Географія
Через село тече річка Товмач, права притока Товмачику.

## Населення

### Мова
Розподіл населення за рідною мовою за даними перепису 2001 року:
| Мова       | Кількість | Відсоток |
| ---------- | --------- | -------- |
| українська | 252       | 97.67%   |
| російська  | 3         | 1.16%    |
| білоруська | 2         | 0.78%    |
| болгарська | 1         | 0.39%    |
| Усього     | 258       | 100%     |